# Salvatore Criscione
Salvatore Criscione (Ragusa, 22 novembre 1966) è un ex ciclista su strada italiano.

## Biografia
Nato nel 1966 a Ragusa, da dilettante ha vinto la Coppa Papà Espedito e il Circuito Valle del Liri nel 1988 e il G.P. Santa Rita nel 1989
Nel 1990, a 24 anni, è passato professionista con la Gis Gelati, dove è rimasto anche nel 1991. Nel 1992 è passato alla Jolly Componibili, partecipando in quell'anno al Giro d'Italia, concluso al 108º posto, e alla Milano-Sanremo, dove è arrivato 77º. Nel 1993 ha invece preso parte alla Parigi-Roubaix, terminando 66º, e si è ritirato al termine della stagione, a 27 anni.
Dopo il ritiro ha aperto un negozio di articoli per la bici a Ragusa e Pedalino.

## Palmarès
- 1988 (Dilettanti, 2 vittorie)

Coppa Papà Espedito
Circuito Valle del Liri
- 1989 (Dilettanti, 1 vittoria)

G.P. Santa Rita

## Piazzamenti

### Grandi Giri
- Giro d'Italia

1992: 108º

### Classiche monumento
- Milano-Sanremo

1992: 77º
- Parigi-Roubaix

1993: 66º